# KODA KUMI LIVE TOUR 2006-2007 〜second session〜
『KODA KUMI LIVE TOUR 2006-2007 〜second session〜』（コウダクミ・ライブ・ツアー・2006-2007 セカンド・セッション）は、日本の歌手、倖田來未のライブ・ビデオ。

## 解説
ライブ・ビデオとしては『LIVE TOUR 2005 〜first things〜 deluxe edition』より、約半年振りとなる。
本作は2006年のベスト・アルバム『BEST 〜second session〜』をコンセプトとしており、そのライブ本編に加え「Love goes like...」のビデオ・クリップや本ライブのドキュメンタリーなどが収録された。

## 収録曲

### DISC 1
LIVE TOUR 2006-2007 〜second session〜 2006.11.10@名古屋国際会議場センチュリーホール
1. Get It On
2. D.D.D. feat. SOULHEAD
3. Butterfly
4. 大切な君へ
5. 人魚姫
6. Hot Stuff feat.KM-MARKIT MAKING
7. 今すぐ欲しい
8. you
9. 恋のつぼみ
10. Selfish〜Crazy 4 U
11. Love goes like･･･
12. Ballad Medley
(Rain/1000の言葉/hands/magic)
13. Someday
14. Birthday Eve
15. Shake It Up
16. With your smile

ENCORE
1. キューティーハニー
2. 夢のうた
3. WIND
4. walk

### DISC 2
BONUS PICTURES
1. LIVEドキュメンタリー映像
（全45公演の足跡を辿る一大巨編）
2. 「Love goes like...」MUSIC VIDEO
3. 「運命」LIVE映像
2007.1.8@パシフィコ横浜
4. 「Everybody」LIVE映像 〜 メイキング with Shingo Katori
2006.10.12@東京国際フォーラムホールA

［初回限定特典］
1. 「Cherry Girl」LIVE映像
2006.12.17@国立代々木競技場第一体育館 〜「Rhythm Nation 2006」〜